# Oradour-sur-Vayres
Oradour-sur-Vayres is een gemeente in het Franse departement Haute-Vienne (regio Nouvelle-Aquitaine) en telt 1636 inwoners (1999). De plaats maakt deel uit van het arrondissement Rochechouart.

## Geografie
De oppervlakte van Oradour-sur-Vayres bedraagt 39,4 km², de bevolkingsdichtheid is 41,5 inwoners per km².
De onderstaande kaart toont de ligging van Oradour-sur-Vayres met de belangrijkste infrastructuur en aangrenzende gemeenten.

## Demografie
Onderstaande figuur toont het verloop van het inwonertal (bron: INSEE-tellingen).